# 列儿怯帖木儿
列儿怯帖木儿（蒙古语转写：Bilge Temür，14世纪？—1391年），汉籍中记作豳王列儿怯帖木儿，元末明初活跃的元朝皇族，是成吉思汗次子察合台的后裔。

## 生平
列儿怯帖木儿的曾祖豳王出伯，从察合台汗国内乱中逃亡至元朝，被元世祖忽必烈提拔为对抗海都汗国的前线指挥官。出伯之后，其子孙世代称豳王，统治酒泉、敦煌、哈密一带，并率领其他察合台系王族形成了松散的部落联盟（出伯兀鲁思）。豳王爵位由出伯之子南忽里传至卜颜帖木儿，经亦怜真后，由卜颜帖木儿之子列儿怯帖木儿继承。尽管列儿怯帖木儿继承出伯家族宗主地位和豳王爵位的具体时间不详，在《黑水城文书》中，列儿怯帖木儿被称为必立傑帖木儿大王。
至正二十八年（洪武元年，1368年），朱元璋建立明朝，即明太祖，派徐达攻占元朝首都大都，但黄河以北大部分地区仍由蒙古势力控制。明太祖在北征蒙古的同时，出兵西北河西走廊。洪武五年（1372年），明军虽在北方被扩廓帖木儿率领的蒙古军队大败，却在西方攻克了甘肃等地。此后，明朝对外扩张一度放缓，直至洪武十三年（1380年）重启西进。甘肃都督濮英于当年四月突袭柳城王家（以出伯之弟脱忽帖木儿为始祖），俘获柳城王，打通了进军哈密的通道。次月，濮英进兵至赤金，俘虏豳王亦怜真及其部众；两个月后抵达苦峪，俘获列儿怯帖木儿的侄子省哥失里、阿者失里王及其母，但未直接进攻哈密便撤军。此事件后，列儿怯帖木儿继承豳王位，并于次年（洪武十四年，1381年）派使者阿老丁出使明朝。
此时哈密除列儿怯帖木儿外，还有其堂兄弟兀納失里，后者也独立向明朝遣使，颇具影响力。在两人统治下，哈密局势稳定，加之濮英转调东线，哈密得以维持独立。洪武二十一年（1388年），北元天元帝在捕鱼儿海之战中大败，后被阿里不哥后裔也速迭儿弑杀，哈密局势骤变。失去北元庇护后，哈密一带的察合台系诸王开始动摇：洪武二十三年（1390年），哈密的兀納失里率先向明朝朝贡；次年（1391年），沙州的阿鲁哥失里亦效仿。明朝趁机派刘真、宋晟等人突袭哈密。明军从凉州出发，夜袭攻陷哈密，兀纳失里率三百余骑逃脱，而豳王列儿怯帖木儿等众多王族被杀。

## 历代豳王
1. 豳王出伯（Čübei，Chūbaī چوبی）…阿鲁忽之子
2. 豳王喃忽里（Nom Quli，Nūm qūlī نوم قولی）…出伯之子
3. 喃答失太子（Nom Daš，Nūm tāš نوم تاش）…喃忽里之子
4. 豳王忽塔忒迷失（Qutatmiš，Qutātmīš قتاتمیش）…出伯之子、喃忽里之弟
5. 豳王卜颜帖木儿（Buyan Temür，Buyān tīmūr بیان تیمور）…喃忽里之子、喃答失之弟
6. 豳王亦憐真（Irinǰin，Irinǰin بولاد تیمور？）…卜颜帖木儿之子
7. 豳王列儿怯帖木儿（Bilge Temür，Bilkā tīmūr بلکا تیمور）…卜颜帖木儿之子